# Whonix
Whonix è una distribuzione Linux basata su Debian ed è progettata per rafforzare la sicurezza e rispettare la privacy degli utenti. Whonix pur mantenendo un buon grado di usabilità riesce ad attenuare la minaccia dei comuni vettori di attacco. Il sistema è costituito da due macchine virtuali: il gateway e la workstation, entrambe installate su un sistema operativo host. L'anonimato dell'utente viene garantito forzando tutte le connessioni della workstation tramite la rete Tor preconfigurata nel gateway. I motori di virtualizzazione supportati sono VirtualBox, KVM e Xen, tra i sistemi operativi che possono fungere da host ci sono Linux, Windows, macOS e Qubes OS.

## Design

### Whonix-Gateway
Whonix-Gateway è un sistema minimale con funzioni limitate, ciò è dovuto alla volontà del team di sviluppo di ridurre la superficie di attacco della macchina. Ha la sola funzione di eseguire Tor ed è fortemente sconsigliato installare software aggiuntivi o usarlo per la navigazione.
Whonix-Gateway utilizza due interfacce di rete: la prima è una scheda esterna per mettere in comunicazione la clearnet a Tor, la seconda è una scheda interna per comunicare con la Workstation.

### Whonix-Workstation
Whonix-Workstation utilizza come sola interfaccia di rete la rete interna Whonix, ragion per cui tutte le connessioni utilizzano la rete Tor e il leak dell'indirizzo IP risulta impossibile. Analogamente è impossibile il leak di DNS non sicuri (ad esempio i DNS dell'ISP) impostati sul sistema host, poiché i DNS utilizzati nella Workstation corrispondono ai DNS dell'exit node in uso.

## Aggiornamenti
Gli aggiornamenti sono distribuiti tramite Tor, utilizzando i repository APT Whonix.
Whonix offre quattro tipi di repository, selezionabili tramite l'interfaccia grafica Whonix Repository Wizard:
- Whonix stable APT repository: consigliato per la maggior parte degli utenti. I pacchetti a livello di produzione si concentrano sulla fornitura dell'esperienza Whonix più affidabile.
- Whonix stable-proposed-updates APT repository: dopo essere stati testati da un pubblico più ampio, questi pacchetti migrano al repository stabile.
- Whonix testers APT repository: consigliato per i tester, poiché viene testato solo brevemente dagli sviluppatori di Whonix. Potrebbe interrompere apt-get durante un aggiornamento, richiedendo i comandi del terminale per risolvere il problema.
- Whonix developers APT repository: simile agli Whonix testers APT repository, con la differenza che include modifiche non testate. Queste modifiche possono eventualmente migrare nel repository dei tester se il team di Whonix è sicuro che queste modifiche non interromperanno il sistema di aggiornamento. Non è raccomandato, a meno che l'utente non sia in contatto con il team di sviluppo.